# Valentino Giacobbi
Valentino Giacobbi (Pieve di Cadore, 27 maggio 1935 – Pieve di Cadore, 19 aprile 2020) è stato un bobbista e dirigente sportivo italiano, atleta attivo negli anni sessanta.
Partecipa a tre campionati europei di bob: Garmisch-Partenkirchen 1965, Igls 1966 e St. Moritz 1968.
Giacobbi ha ricoperto vari incarichi sociali: presidente provinciale FISI per la provincia di Belluno, membro del Comitato provinciale FISI per la provincia di Belluno, presidente dello Sci Club Pieve di Cadore, Bob Club Pieve di Cadore e del Tennis Club Pieve di Cadore.